# Lily Tomlin
Lily Tomlin, nascuda Mary Jean Tomlin (Detroit, Michigan, 1 de setembre de 1939) és una actriu, comediant, guionista i productora teatral estatunidenca. Durant els seus més de quaranta anys de carrera ha guanyat diversos premis, entre ells el Tony, l'Emmy, i el Grammy, i també una nominació a l'Oscar.

## Biografia

### Inicis
Tomlin era filla de Lillie Mae Ford (mestressa de casa i ajudant d'infermeria) i Guy Tomlin, que treballava en una fàbrica; els seus pares eren baptistes del sud. La família es va mudar a Paducah (Kentucky) durant la Gran Depressió.
El 1957 Tomlin es va graduar al Cass Technical High School i va entrar a la Wayne State University, on va començar el seu interès pel teatre i l'actuació. Un cop finalitzada la universitat Tomlin va començar a fer comèdia verbal en clubs nocturns de Detroit i, més tard, de Nova York.
La seva primera aparició en televisió va ser el 1965, a The Merv Griffin Show.

### Carrera
El 1969, Tomlin va entrar en el xou d'esquetxos Laugh-In. Alguns personatges del xou han quedat associats amb ella al llarg de la seva carrera:
- Ernestine, una telefonista que mastega xiclet, fa bromes i esbufega durant les trucades.
- Edith Ann, una nena malcriada de cinc anys, que s'asseu en un balancí de grans dimensions, fent sorolls grollers, mentre explica històries del seu germà menor i el seu gos Buster.
- Tasteful Lady ("Senyora de Bon Gust"), una dona ingènua que porta una vida de classe alta. També va sortir sota un altre nom en Dues vegades jo.
- Susie, la nena de la germanor, quin va sortir al Modern Scream i a Saturday Night Live.

Tomlin també va ser una de les primeres còmiques que va trencar amb l'estereotip del drag masculí. Encara que els homes feien drag a Hollywood des de feia molts anys, Tomlin va obrir noves fronteres no només en creuar els estereotips de gènere, sinó també de raça. Va treballar a finals de la dècada de 1970 amb Pervis Hawkins, un cantant negre de soul i rhythm-and-blues (amb Luther Vandross com a model), amb bigoti i barba, i un pentinat afro, vestida amb un esmòquing d'etiqueta. Com a part del personatge, usava una mica de maquillatge per enfosquir la pell (dependent de la quantitat de llum a l'escenari).
AT&T va oferir Tomlin 500.000 dòlars per presentar el seu personatge Ernestine en un anunci de televisió però ella es va negar adduint que això comprometria la seva integritat artística. El 1976 va sortir com Ernestine en una paròdia d'un anunci a Saturday Night Live, en el qual cridava: «Vòstes no ens importen, no cal— som la companyia telefònica». L'11 de gener de 1994, el personatge va fer una actuació en la Superhighway Summit en la Universitat de Califòrnia a Los Angeles, interrompent una conferència sobre la supercarretera de la informació que estava donant el vicepresident Al Gore. El 2003, va fer dos anuncis com Ernestine per WebEx.
El 1973 va tenir el seu primer programa especial titulat Lily, per al qual va escriure el guió. A aquest li van seguir dos més: Lily (1974) i The Lily Tomlin Special (1975).
Tomlin és famosa per la seva versatilitat. A la pel·lícula Nashville, de Robert Altman, interpretava Linnea Reese, una cantant de gospel, mare de dos fills sords, que s'enamora d'un cantant de música country, interpretat per Keith Carradine; per aquest paper va ser nominada al premi Oscar a la millor actriu secundària. Posteriorment va coprotagonitzar la comèdia Com eliminar el seu cap (Nine to Five) (1980) al costat de Dolly Parton i Jane Fonda.
Va fer diversos personatges còmics en la pel·lícula La increïble dona minvant (1981), i va interpretar la malaltissa hereva a la comèdia Dues vegades jo, de Steve Martin. Ella i Bette Midler van fer d'unes bessones que van ser separades en néixer en la comèdia Big Business (1989), filmada en el Plaza Hotel de Nova York.
Li va posar la veu al personatge de Frizzle en la sèrie animada The Magic School Bus de 1994 a 1998. També als anys 90 va sortir diverses vegades com convidada a la comèdia de situació Murphy Brown. Els 2005 i 2006 va interpretar el rol de Margot en la sèrie Will & Grace. Va protagonitzar la sèrie dramàtica The West Wing durant quatre anys (2002-2006).

### Vida personal
Abans de declarar públicament la seva homosexualitat l'any 2001, Tomlin es va involucrar sempre en pel·lícules relacionades amb el feminisme i la cultura gai, i sovint es referia a Jane Wagner com la seva parella, a qui va conèixer el 1971.
En el seu àlbum Modern Scream (1975) es burlava dels actors heterosexuals que es distanciaven dels seus personatges homosexuals; responent a una pregunta d'una pseudo-entrevista va dir: «Com és interpretar una heterosexual? He vist aquestes dones tota la meva vida, sé com caminen, sé com parlen...» La seva narració en el documental The Celluloid Closet el 1995, una pel·lícula que examina com Hollywood va retratar els homosexuals, es va considerar durant molt de temps com un "secret a veus" sobre la seva orientació sexual.
L'agost de 2013 va declarar que, després de 42 anys de relació, segurament es casaria l'any següent amb Jane Wagner, tot i que finalment es van casar la nit de cap d'any.

## Filmografia

### Cinema
| Any  | Pel·lícula                                                 | Personatge                | Notes |
| ---- | ---------------------------------------------------------- | ------------------------- | --- |
| 1972 | Scarecrow in a Garden of Cucumbers                         | Veu al telèfon            | No surt als crèdits |
| 1975 | Nashville                                                  | Linnea Reese              | BAFTA al millor nouvingut Premi del Kansas City Film Critics Circle a la millor actriu secundària Premi del National Society of Film Critics a la millor actriu secundària Premi del New York Film Critics Circle a la millor actriu secundària Nominada - Oscar a la millor actriu secundària Nominada - Globus d'Or a la millor actriu secundària Nominada - Globus d'Or a la millor interpretació femenina de debut en una pel·lícula |
| 1977 | L'última sessió (The Late Show)                            | Margo Sperling            | Os de Plata a la millor interpretació femenina al Festival Internacional de Cinema de Berlín Nominada - Globus d'Or a la millor actriu musical o còmica Nominada - BAFTA a la millor actriu |
| 1978 | Moment by Moment                                           | Trisha Rawlings           | |
| 1980 | Com eliminar el seu cap (Nine to Five)                     | Violet Newstead           | |
| 1981 | La increïble dona minvant (The Incredible Shrinking Woman) | Pat Kramer/Judith Beasley | Premi Fantafestival a la millor actriu Nominada - Premi Saturn a la millor actriu |
| 1984 | Dues vegades jo (All of Me)                                | Edwina Cutwater           | Nominada - Globus d'Or a la millor actriu musical o còmica |
| 1988 | El gran negoci de les bessones (Big Business)              | Rose Ratliff/Rose Shelton | |
| 1991 | The Search for Signs of Intelligent Life in the Universe   | Trudy, et al.             | Premi de l'American Comedy a l'actriu més divertida en una pel·lícula Agulla d'Or a la millor actriu al Festival de Cinema Internacional de Seattle Nominada - Primetime Emmy a la millor actuació individual en un programa de varietats o musical Nominada - Primetime Emmy a la millor sèrie de varietats, musical o comèdia Nominada - Independent Spirit a la millor actriu                                                         |
| 1992 | Ombres i boira (Shadows and Fog)                           | Prostituta                | |
| 1992 | El joc de Hollywood (The Player)                           | Ella mateixa              | |
| 1993 | The Beverly Hillbillies                                    | Miss Jane Hathaway        | |
| 1993 | Vides encreuades (Short Cuts)                              | Doreen Piggot             | Premi de l'American Comedy a l'actriu secundària més divertida en una pel·lícula Globus d'Or especial al millor repartiment Copa Volpi al Festival Internacional de Cinema de Venècia |
| 1995 | Blue in the Face                                           | Waffle eater              | Nominada - Premi de l'American Comedy a l'actriu secundària més divertida en una pel·lícula |
| 1996 | Un assassí molt ètic (Getting Away with Murder)            | Inga Mueller              | |
| 1996 | Flirtejant amb el desastre (Flirting with Disaster)        | Mary Schlichting          | Nominada - Independent Spirit a la millor actriu secundària |
| 1998 | Krippendorf's Tribe                                        | Prof. Ruth Allen          | |
| 1999 | Tea with Mussolini                                         | Georgie Rockwell          | |
| 2000 | The Kid                                                    | Janet                     | |
| 2002 | Orange County                                              | Charlotte Cobb            | |
| 2004 | Estranyes coincidències (I Heart Huckabees)                | Vivian Jaffe              | |
| 2006 | L'últim xou (A Prairie Home Companion)                     | Rhonda Johnson            | Nominada - Premi Gotham al millor repartiment Nominada - Satellite Award a la millor actriu secundària |
| 2006 | Ant bully: Benvingut al formiguer (The Ant Bully)          | Mommo                     | Veu |
| 2006 | Last Guy on Earth                                          |                           | |
| 2007 | The Walker                                                 | Abigail                   | |
| 2009 | The Pink Panther 2                                         | Mrs. Yvette Berenger      | |
| 2009 | Ponyo on the Cliff by the Sea                              | Toki                      | Veu |

### Televisió
| Any       | Títol                                       | Personatge                                              | Notes |
| --------- | ------------------------------------------- | ------------------------------------------------------- | --- |
| 1966-1967 | The Garry Moore Show                        | Habitual                                                | |
| 1969      | Letters to Laugh-In                         | Panelista                                               | |
| 1969      | Music Scene                                 | Presentadora                                            | |
| 1969-1973 | Rowan & Martin's Laugh-In                   | Ernestine (l'operadora telefònica) i altres personatges | Nominada - Primetime Emmy a l'assoliment fet per un artista en música o varietats (1972) Nominada - Globus d'Or a la millor actriu de repartiment en sèrie, minisèrie o telefilm |
| 1973      | Lily (especial)                             | Ella mateixa                                            | Primetime Emmy al millor guió de programa de varietats, música o comèdia |
| 1973      | The Electric Company                        |                                                         | |
| 1974      | Lily (especial)                             | Ella mateixa                                            | Primetime Emmy a la millor sèrie de varietats, música o comèdia Nominada - Primetime Emmy al millor guió de programa de varietats, música o comèdia                              |
| 1975      | The Lily Tomlin Special                     | Ella mateixa                                            | Primetime Emmy al millor guió de programa de varietats, música o comèdia Nominada - Primetime Emmy a la millor sèrie de varietats, música o comèdia                              |
| 1976-1977 | Saturday Night Live                         | Presentadora/Ernestine/diversos personatges             | |
| 1977      | The Paul Simon Special                      | Ella mateixa                                            | Primetime Emmy al millor guió de programa de varietats, música o comèdia |
| 1979      | Sesame Street                               | Edith Ann                                               | |
| 1981      | Lily: Sold Out                              | Ella mateixa                                            | Primetime Emmy al millor guió de programa de varietats, música o comèdia |
| 1984      | Pryor's Place (sèrie de TV)                 |                                                         | |
| 1993      | And the Band Played On (telefilm)           | Dra. Selma Dritz                                        | Nominada - Premi de CableACE a la millor actriu secundària de pel·lícula o minisèrie Nominada - Primetime Emmy a la millor actriu secundària de minisèrie o pel·lícula           |
| 1994      | Frasier (sèrie de TV)                       | Rita                                                    | (veu) |
| 1994-1997 | The Magic School Bus (sèrie de TV)          | Ms. Frizzle                                             | Daytime Emmy al millor artista en programa animat (1995) Nominada - Daytime Emmy al millor artista en programa animat (1996, 1997, 1998)                                         |
| 1996      | Homicide: Life on the Streets (sèrie de TV) | Rose Halligan                                           | Nominada - Primetime Emmy a la millor actriu convidada de sèrie dramàtica |
| 1996-1998 | Murphy Brown (sèrie de TV)                  | Kay Carter-Shepley                                      | |
| 1998      | The X-Files (sèrie de TV)                   | Lydia                                                   | |
| 2000      | Bette (sèrie de TV)                         | Ella mateixa                                            | |
| 2002-2006 | The West Wing (sèrie de TV)                 | Deborah Fiderer                                         | Nominada - Premi Screen Actors Guild al millor repartiment de sèrie dramàtica (2003), Nominada - Premi Screen Actors Guild a la millor actriu de sèrie dramàtica (2003)          |
| 2005      | The Simpsons (sèrie animada de TV)          | Tammy                                                   | |
| 2005-2006 | Will & Grace (sèrie de TV)                  | Margot                                                  | |
| 2008      | 12 Miles of Bad Road (sèrie de TV)          | Amelia Shakespeare                                      | |
| 2008-2009 | Desperate Housewives (sèrie de TV)          | Roberta Simmons                                         | |
| 2010      | Danys i perjudicis (Damages) (sèrie de TV)  | Marilyn Tobin                                           | Nominada - Primetime Emmy a la millor actriu convidada de sèrie dramàtica |

## Premis
Lily Tomlin ha rebut diversos premis, incloent-hi sis Emmys, un Tony pel seu xou de Broadway Appearing Nitely i un altre com a millor actriu, un Drama Desk Award i un Outer Critics Circle Award per la seva actuació a The Search for Signs of Intelligent Life in the Universe, de Jane Wagner; un CableACE Award com a productora executiva de l'adaptació cinematogràfica de The Search for Signs of Intelligent Life in the Universe; un Premi Grammy pel seu àlbum This is a Recording, així com nominacions pels àlbums posteriors Modern Scream, And That's the Truth, i On Stage; i dos Peabody Awards, el primer per l'especial de televisió de l'ABC Edith Ann's Christmas: Just Say Noël i el segon com a narradora i productora executiva del documental de l'HBO The Celluloid Closet.
Oscar
- 1975 - Millor actriu secundària: Nashville (Candidata)

Satellite Awards
- 2006 - Millor actriu secundària: A Prairie Home Companion (Candidata)[9]

Tony
- 1977 - Tony Especial a l'assoliment de la carrera
- 1986 - Tony a la millor interpretació femenina en una obra: The Search for Signs of Intelligent Life in the Universe

Grammy
- 1972 - Grammy al millor àlbum de comèdia: This Is A Recording

Emmy
- 1974 - Primetime Emmy al millor guió de programa de varietats, música o comèdia: Lily (especial)
- 1976 - Primetime Emmy al millor guió de programa de varietats, música o comèdia: The Lily Tomlin Special
- 1978 - Primetime Emmy al millor guió de programa de varietats, música o comèdia: The Paul Simon Special
- 1981 - Primetime Emmy al millor guió de programa de varietats, música o comèdia: Lily: Sold Out